# HaKokhav HaBa
HaKokhav HaBa (in ebraico הַכּוֹכָב הַבָּא‎?), noto internazionalmente come The Next Star, è un talent show israeliano che consiste in una competizione canora fra concorrenti scelti per mezzo di audizioni e selezioni effettuate da giudici e, nelle fasi finali, dal pubblico, tramite televoto.
Il programma è stato creato nel 2013, come successore del talent Kokhav Nolad, e dal 2015 al 2020 è stato utilizzato come processo di selezione del rappresentante nazionale all'Eurovision Song Contest. Il talent è tornato a svolgere tale compito nel 2024.

## Il programma
All'inizio dell'edizione, ad ogni concorrente viene chiesto di eseguire una brano noto di fronte ai giudici. Dopo l'esibizione, viene votato tra i giudici se far accedere il candidato nella fase di test di fronte al pubblico a casa. Se i giudici non sono sicuri su come votare, al concorrente viene richiesto di eseguire un'altra canzone, quindi viene presa una decisione.
I concorrenti che accedono alla prossima fase devono quindi cantare di fronte a un pubblico. Gli spettatori si connettono quindi con un'app su makoTV e decidono in tempo reale se un concorrente deve passare alla fase successiva oppure eliminarlo.
Anche i giudici possono influenzare durante la fase di test: tutti i giudici possono supportare il concorrente e quindi aggiungere l'8% se ci sono cinque giudici o il 10% se ce ne sono quattro. Una volta che il concorrente raggiunge il 70% dei voti, "passa" alla fase successiva e lo schermo, che fino a questo punto copriva il concorrente, si apre mostrandosi all'audience. Dagli 8 ai 20 passano alla fase successiva, dove vengono valutati dalla giuria e dal pubblico. Nella fase finale, rimangono quattro cantanti e uno di loro viene proclamato vincitore.

## Edizioni
| Edizione | Rete      | Inizio            | Fine              | Vincitore      | Secondo                         | Terzo                    | Conduttore | Conduttore    | Giudici                                                                             |
| -------- | --------- | ----------------- | ----------------- | -------------- | ------------------------------- | ------------------------ | ---------- | ------------- | ----------------------------------------------------------------------------------- |
| 1        | Channel 2 | 17 settembre 2013 | 25 dicembre 2013  | Evyatar Korkus | Arye & Gil Gat                  | Tina Ibagrimov           | Assi Azar  | Esti Ginzburg | Rita Yahan-Farouz Zvika Hadar Rani Rahav Eyal Golan / Muki                          |
| 2        | Channel 2 | 9 dicembre 2014   | 17 febbraio 2015  | Nadav Guedj    | Iky Levy & The Rasta Hebrew Men | Sari Nachmias            | Assi Azar  | Rotem Sela    | Asaf Atedgi Muki Keren Peles Harel Skaat                                            |
| 3        | Channel 2 | 5 dicembre 2015   | 3 marzo 2016      | Hovi Star      | Nofar Salman                    | Ella Daniel              | Assi Azar  | Rotem Sela    | Asaf Atedgi Muki Keren Peles Harel Skaat                                            |
| 4        | Channel 2 | 2 gennaio 2017    | 13 febbraio 2017  | Imri Ziv       | Diana Golbi                     | Julieta                  | Assi Azar  | Rotem Sela    | Keren Peles Harel Skaat Assaf Amdursky Static & Ben-El Tavori                       |
| 5        | Keshet 12 | 29 ottobre 2017   | 23 febbraio 2018  | Netta Barzilai | Jonathan Mergui                 | Riki Ben Ari             | Assi Azar  | Rotem Sela    | Keren Peles Harel Skaat Assaf Amdursky Static & Ben-El Tavori                       |
| 6        | Keshet 12 | 24 novembre 2018  | 12 febbraio 2019  | Kobi Marimi    | Keteryah                        | Shefita                  | Assi Azar  | Rotem Sela    | Asaf Amdursky Keren Peles Shiri Maimon Harel Skaat Static & Ben-El Tavori           |
| 7        | Keshet 12 | 20 novembre 2019  | 4 febbraio 2020   | Eden Alene     | Ella-Lee Lahav                  | Orr Amrami-Brockman      | Assi Azar  | Rotem Sela    | Asaf Amdursky Itay Levy Keren Peles Shiri Maimon Static & Ben-El Tavori             |
| 8        | Keshet 12 | 1º giugno 2021    | 1º settembre 2021 | Tamir Grinberg | Valerie Hamaty                  | Matan Levi               | Assi Azar  | Rotem Sela    | Asaf Amdursky Itay Levy Keren Peles Shiri Maimon Static & Ben-El Tavori Ninet Tayeb |
| 9        | Keshet 12 | 18 luglio 2022    | 20 settembre 2022 | Eliav Zohar    | Nofia Yedidia                   | Meitav Sherman           | Assi Azar  | Rotem Sela    | Asaf Amdursky Itay Levy Keren Peles Shiri Maimon Ran Danker Ninet Tayeb             |
| 10       | Keshet 12 | 20 novembre 2023  | 6 febbraio 2024   | Eden Golan     | Or Cohen                        | Mika Moshe               | Assi Azar  | Rotem Sela    | Asaf Amdursky Itay Levy Keren Peles Shiri Maimon Ran Danker Aden Hasson             |
| 11       | Keshet 12 | 10 novembre 2024  | 22 gennaio 2025   | Yuval Raphael  | Valerie Hamaty                  | Red Band & Moran Aharoni | Assi Azar  | Rotem Sela    | Asaf Amdursky Itay Levy Keren Peles Shiri Maimon Ran Danker Aden Hasson             |

## All'Eurovision Song Contest
| Anno | Artista        | Brano             | Semi                                                   | Punti                                                  | Finale                                                 | Punti                                                  |
| ---- | -------------- | ----------------- | ------------------------------------------------------ | ------------------------------------------------------ | ------------------------------------------------------ | ------------------------------------------------------ |
| 2015 | Nadav Guedj    | Golden Boy        | 3º                                                     | 151                                                    | 9º                                                     | 97                                                     |
| 2016 | Hovi Star      | Made of Stars     | 7º                                                     | 147                                                    | 14º                                                    | 135                                                    |
| 2017 | Imri Ziv       | I Feel Alive      | 3º                                                     | 207                                                    | 23º                                                    | 39                                                     |
| 2018 | Netta Barzilai | Toy               | 1º                                                     | 283                                                    | 1º                                                     | 529                                                    |
| 2019 | Kobi Marimi    | Home              | Paese ospitante                                        | Paese ospitante                                        | 23º                                                    | 35                                                     |
| 2020 | Eden Alene     | Feker libi        | Edizione cancellata a causa della pandemia di COVID-19 | Edizione cancellata a causa della pandemia di COVID-19 | Edizione cancellata a causa della pandemia di COVID-19 | Edizione cancellata a causa della pandemia di COVID-19 |
| 2024 | Eden Golan     | Hurricane         | 1º                                                     | 194                                                    | 5º                                                     | 375                                                    |
| 2025 | Yuval Raphael  | New Day Will Rise | 1°                                                     | 203                                                    | 2°                                                     | 357                                                    |